# Cerastes cerastes
Cerastes cerastes, thường được biết đến với tên gọi rắn lục sừng Sahara hay rắn lục sừng sa mạc, là một loài rắn lục bản địa phân  tại các sa mạc ở bắc Phi cũng như một số vùng tại Bán đảo Ả Rập và Levant. Loài này có một đặc điểm rất dễ nhận dạng, đó là cặp "sừng" nằm ở ngay trên mắt, mặc dù vẫn xuất hiện một vài cá thể không có sừng. Tổng cộng người ta đã mô tả được ba phân loài của C. cerastes.

## Mô tả
C. cerastes có chiều dài trung bình (thân và đuôi) đạt mức 30–60 cm (12–24 in), với chiều dài tối đa từng được ghi nhận là 85 cm (33 in). Ở loài này, con cái sở hữu kích thước lớn hơn con đực.
Một trong những đặc điểm dễ nhận dạng nhất của loài nay chính là sự hiện diện của cặp "sừng" ở ngay trên hốc mắt. Tuy nhiên, những chiếc sừng đó có thể bị suy giảm về kích thước hoặc tiêu biến hoàn toàn (đối với chi Cerastes). Mắt rắn nhô ra và nằm đối xứng hai bên. Bên cạnh đó, giữa con đực và con cái cũng có sự khác biệt đáng kể về giới tính khi con đực sở hữu đầu và mắt to hơn. So với C. gasperettii, kích thước đầu của C. cerastes có phần nhỉnh hơn và tỉ lệ cá thể mọc sừng cũng cao hơn (lần lượt là 13% và 48%).
C. cerastes sở hữu hoa văn khá đa dạng, bao gồm các màu vàng nhạt, xám nhạt, hồng nhạt, đỏ nhạt hoặc nâu nhạt, hầu như luôn trùng màu sắc với môi trường nơi con vật được tìm thấy. Ngoài ra, trên lưng của loài này còn xuất hiện các đốm đen hình bán chữ nhật chạy dọc khắp cơ thể, đồng thời cũng có khả năng những đốm đó hợp nhất lại với nhau tạo thành những vệt ngang. Bụng rắn màu trắng, còn phần đuôi thì thường mỏng và thỉnh thoảng có màu đen ở cuối đuôi.

## Tên thường gọi
Tên thường gọi của loài này gồm rắn lục sừng sa mạc uốn khúc, rắn lục sừng Sahara, rắn lục sừng, rắn lục sừng sa mạc, rắn lục sừng Bắc Phi, rắn lục sừng sa mạc châu Phi, cerastes lớn, asp và rắn lục sừng. Ở Ai Cập, người ta gọi loài này là el-ṭorîsha (حية الطريشة), trong khi tên gọi của chúng tại Libya là um-Goron (ام قرون).

## Phân bố và môi trường sống
C. cerastes sinh sống phổ biến ở Iraq nhưng cũng được tìm thấy tại Syria, Ả Rập Xê Út, Palestine, Yemen, Jordan, Israel, Qatar, Mauritania, Morocco và Kuwait. Ngoài ra, chúng cũng xuất hiện tại một số vùng của Bắc Phi như Libya, Ai Cập và Sudan. Trước đây, khu vực đầu tiên mà người ta phát hiện loài này chỉ được ghi nhận một cách chung chung là "Orient" (Phía Đông). Tuy nhiên, Flower (1933) sau đó đã đề xuất địa điểm "Ai Cập" để làm rõ vấn đề.
Loài rắn này ưa thích những vùng đất cằn cỗi, nhiều cát có những ỏm đá nhô ra thưa thớt, đồng thời chúng thường có xu hướng tránh xa những nơi chứa đầy cát thô. Thỉnh thoảng người ta có thể tìm thấy chúng ở các ốc đảo và ở độ cao lên đến 1.500 mét (4.900 ft). Loài này cũng ưa thích những nơi mát mẻ, với nhiệt độ trung bình hàng năm là 20 °C (68 °F) hoặc thấp hơn.

## Tập tính
C. cerastes có tập tính bò trườn theo kiểu uốn khúc phía bên và đè cơ thể xuống nền đất hoặc cát, qua đó tạo nên những vết hằn rõ rệt. Thông thường, người ta còn có thể dùng những vết hằn này để đếm số vảy bụng của chúng. Loài này có tính khí khá điềm tĩnh, nhưng khi cảm thấy bị đe dọa, chúng có thể chuyển sang tư thế phòng thủ hình chữ C và cọ xát các phần trên cơ thể vào nhau. Do sở hữu lớp vảy gờ cứng cáp nên quá trình cọ xát này tạo ra tiếng rít tương tự như âm thanh do các loài rắn thuộc chi Echis tạo ra. Trong tự nhiên, C. cerastes là loài săn mồi phục kích, thường ẩn mình trong lớp cát cạnh đá hoặc dưới thảm thực vật. Khẩu phần ăn của loài này bao gồm các loài gặm nhấm nhỏ, tắc kè, chim và nhiều loại thằn lằn khác nhau. Bên cạnh đó, người ta cũng ghi nhận việc chúng săn chuột nhảy, chìa vôi vàng phương Tây cũng như chích Á Âu. C. cerastes là loài di chuyển đường dài vào ban đêm để tìm kiếm con mồi. Khi tiếp cận mục tiêu, chúng sẽ tấn công với tốc độ cực nhanh, đồng thời giữ chặt nạn nhân cho đến khi nọc độc phát huy tác dụng.

## Tập tính sinh sản
Trong điều kiện nuôi nhốt, quá trình giao phối ở C. cerastes được quan sát vào tháng 4 và luôn diễn ra khi con vật vùi mình trong cát. Đây là loài đẻ trứng, trong đó mỗi lần đẻ từ 8 đến 23 quả và sẽ nở sau 50 đến 80 ngày ấp. Chúng thường đẻ trứng dưới đá hoặc trong hang mà các loài gặm nhấm bỏ lại. Chiều dài tổng thể của con non đạt 12–15 cm.

## Nọc độc

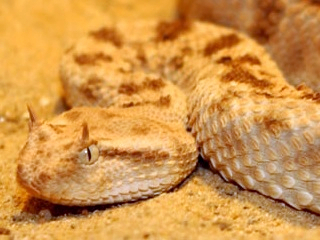
C. cerastes với cặp sừng trên đầu.

Nọc độc của C. cerastes được ghi nhận là có tác dụng tương tự như của các loài thuộc chi Echis. Quá trình nhiễm độc thường gây ra các hiện tượng như nổi phù nề, xuất huyết, hoại tử, buồn nôn, nôn mửa và tiểu ra máu. Hàm lượng phospholipase A2 cao thậm chí có thể dẫn đến nhiễm độc tim và cơ. Các nghiên cứu về C. cerastes và C. vipera đều liệt kê tổng cộng tám thành phần nọc độc, trong đó thành phần mạnh nhất có hoạt tính xuất huyết. ngoài ra, liều lượng nọc độc cũng có thể thay đổi, được ghi nhận từ 19–27 mg đến 100 mg đối với độc khô. Với độc tính của nó, Brown (1973) đã nhận định liều lượng LD50 là 0,4 mg/kg IV và 3,0 mg/kg SC. Liều gây chết ước tính đối với con người là 40–50 mg.

## Phân loại
Một số phân loài đã được mô tả, gồm:
- Cerastes cerastes hoofieni Werner & Sivan, 1999 – Ả Rập Xê Út.
- Cerastes cerastes karlhartli Sochurek, 1974 – Rắn lục sừng Ai Cập – đông nam Ai Cập và bán đảo Sinai.
- Cerastes cerastes mutila Domergue, 1901 – Rắn lục sừng Algeria – tây nam Algeria, Morocco.

Trước đây, C. gasperettii cũng được xem là một phân loài của C. cerastes.

## Hình ảnh

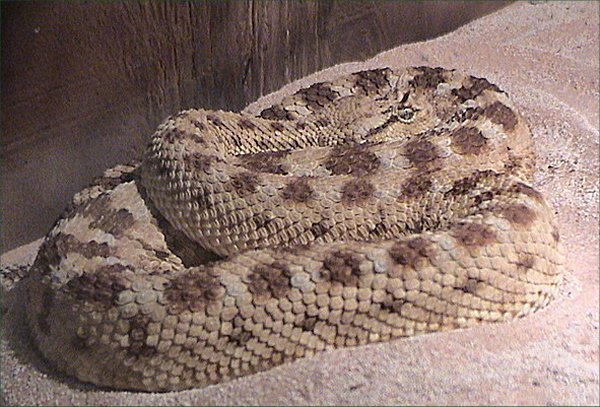
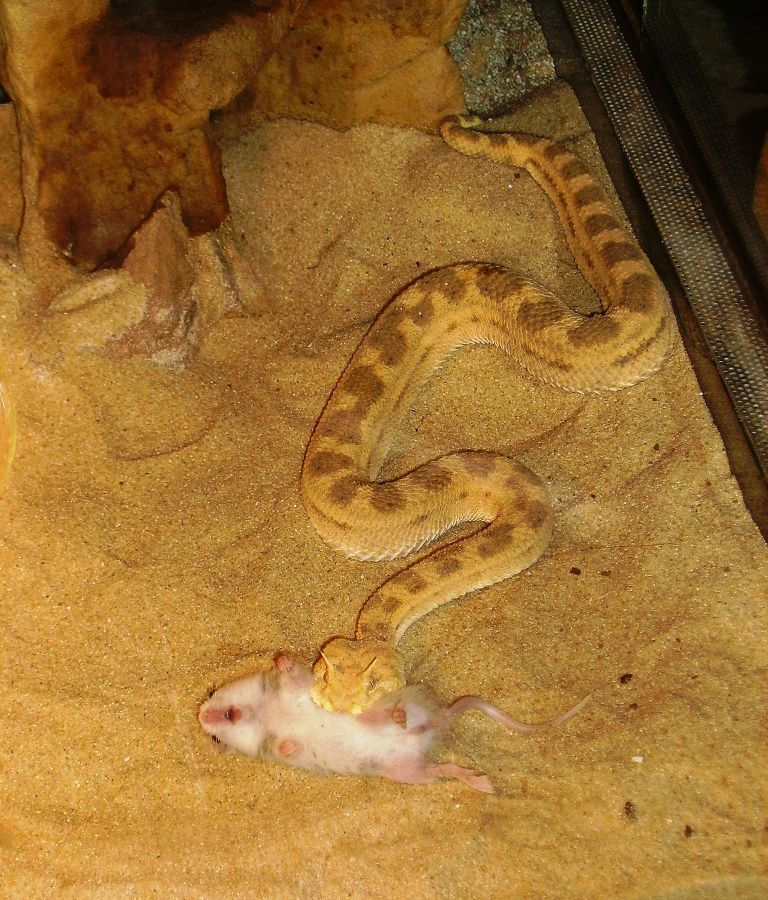
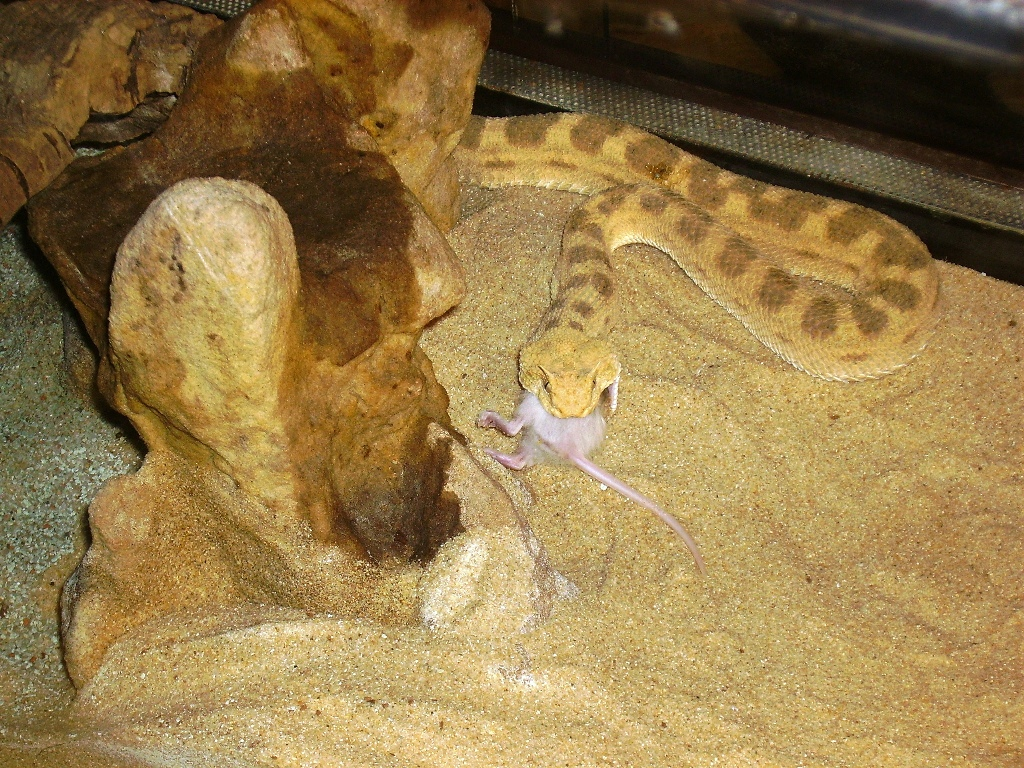
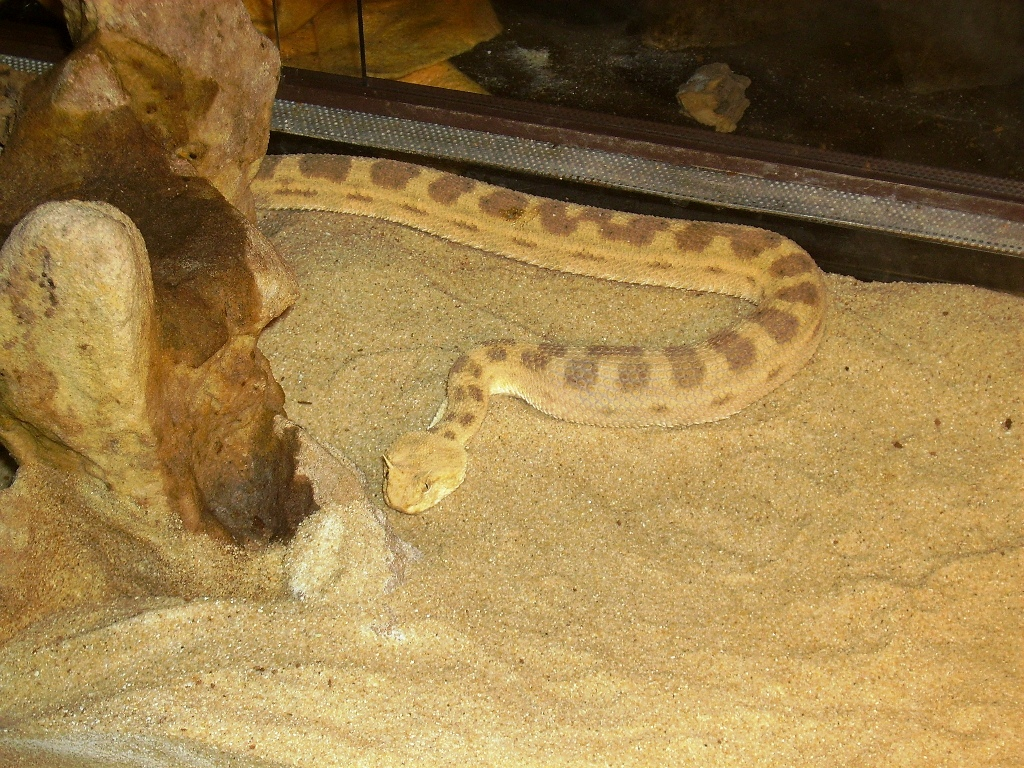